# Lucretia Lombard
Lucretia Lombard è un film muto del 1923 diretto da Jack Conway. La sceneggiatura di Bertram Millhauser e Sada Cowan si basa sull'omonimo romanzo di Kathleen Norris, pubblicato a New York nel 1922. È conosciuto anche come Flaming Passion.

Di genere drammatico, aveva come interpreti Irene Rich, Marc McDermott, Monte Blue, Alec B. Francis, Norma Shearer prima della sua carriera da star alla MGM.

## Trama
Lucretia, una ragazza della middle class, sposa sir Allen Lombard, un nobile che ha il doppio della sua età. Dopo sette infelici anni di matrimonio, Lombard - un invalido ormai tossicodipendente, muore per overdose. Lucretia sembra libera di rifarsi una vita con l'uomo di cui si è innamorata, il pubblico ministero che l'ha salvata dall'accusa di aver ucciso il marito. Ma il padre di lui, il giudice Winship, vuole che il figlio sposi invece la giovane Mimi, una ragazza impulsiva e un po' cocotte che vive con i Wilship. Il figlio obbedisce, perché il padre resta ferito in un incidente. Ma Stephen non riesce a dimenticare Lucretia. Una catastrofe si abbatte sul posto, con un incendio che distrugge la foresta: tra le vittime, anche Mimi. Adesso Lucretia e Stephen finalmente possono riunirsi.

## Produzione
Il film, prodotto dalla Warner Bros., venne girato da settembre a inizio ottobre 1923.

## Distribuzione

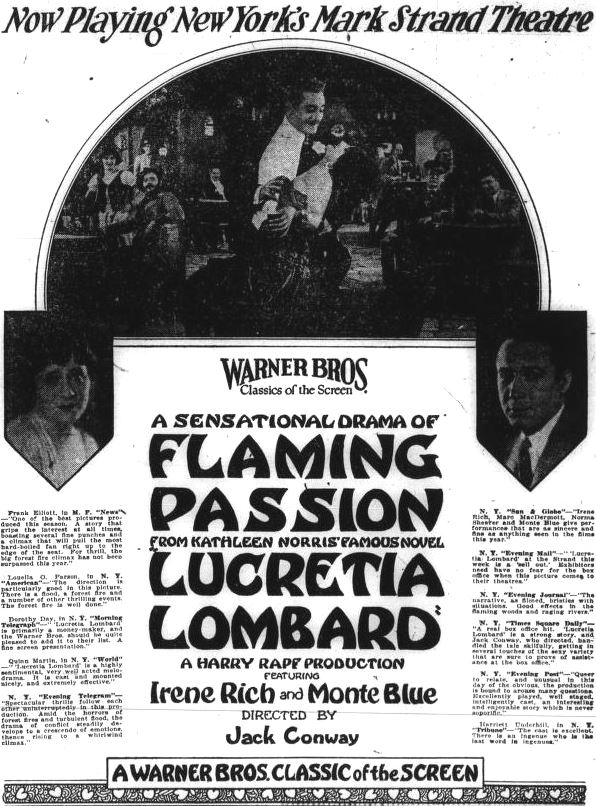
L'altro titolo con il quale venne distribuito il film

Il copyright del film, richiesto dalla WB, fu registrato il 13 novembre 1923 con il numero LP19605.

Distribuito dalla Warner Bros., il film uscì nelle sale statunitensi l'8 dicembre 1923. Varie riviste dell'epoca riportarono che la pellicola era stata distribuita sia con il titolo Lucretia Lombard che con quello di Flaming Passion.

Nel 1924, fu distribuito in Finlandia (16 agosto) e, con il titolo Frauen in Flammen, l'Universum Film (UFA) lo distribuì in settembre in Germania. Nel 1925, uscì in Ungheria (2 gennaio, come Elsodort élet) e in Danimarca (24 agosto, come Forbudne Veje).

### Conservazione
Della pellicola esistono alcune copie, una mancante di un rullo, l'altra ancora più incompleta; una si trova conservata negli archivi del George Eastman House di Rochester, l'altra al Pacific Film Archive di Berkeley.